# Vikrče
Vikrče este o localitate din comuna Medvode, Slovenia, cu o populație de 284 de locuitori.